# Brian Johns
Brian Johns (Regina, 5 agosto 1982) è un nuotatore canadese.

## Palmarès
- Mondiali

Melbourne 2007: bronzo nella 4x200m sl.
- Mondiali in vasca corta

Hong Kong 1999: bronzo nella 4x200m sl.
Mosca 2002: argento nei 400m misti.
- Giochi PanPacifici

Sydney 1999: bronzo nella 4x200m sl.
Yokohama 2002: bronzo nella 4x200m sl.
Victoria 2006: argento nella 4x200m sl.
- Giochi del Commonwealth

Manchester 2002: argento nei 400m misti e nella 4x200m sl e bronzo nella 4x100m sl.
Melbourne 2006: bronzo nei 200m misti.
- Giochi panamericani

Winnipeg 1999: bronzo nella 4x200m sl.
- Universiadi

Bangkok 2007: oro nei 200m misti, argento nella 4x100m sl e bronzo nei 200m sl.
Belgrado 2009: bronzo nella 4x200m sl.